# Эргашев, Исамат Исакович
Исамат Исакович Эргашев (род. 22 февраля 1945, Чимкент) — советский и узбекский кинорежиссёр, сценарист, Заслуженный работник культуры Республики Узбекистан (2000).

## Биография
Исамат Исакович Эргашев родился в 1945 году в Чимкенте.
Окончил актерский факультет Ташкентского театрально-художественного института им. А. Н. Островского (1965).
Работал в студии киноактера при киностудии «Узбекфильм», играл в государственном театре «Еш гвардия».
Заслуженный работник культуры Республики Узбекистан (2000).
1990 г приз жюри за оригинальность темы «Фестиваль Арсенал г. Рига»
2002 г. Лучший музыкальный фильм к/ф Азиатских стран г. Пхенян КНДР
Режиссер культового фильма «Темир хотин» (Железная женщина) — 1990 г.

## Фильмография
- 1965 — Родившийся в грозу — Сабир
- 1966 — Колокол Саята — Реззак
- 1966 — Тайна пещеры Каниюта
- 1966 — Белые, белые аисты — эпизод
- 1967 — Измена — Карим
- 1967 — Генерал Рахимов
- 1968 — Сыны отечества — узник концлагеря
- 1968 — Красные пески
- 1972 — Возраст тревог
- 1973 — Тайна забытой переправы — Саид
- 1973 — Побег из тьмы
- Здравствуй, добрый человек (1973)
- Преодолей себя (ТВ, 1975)
- Седьмой джинн (ТВ, 1976)
- Четыре времени года (1976)
- Хорезмийская легенда (1978)
- Ливень (ТВ, 1979) … Азиз
- 1979 — Дуэль под чинарой
- 1982 — Переворот по инструкции 107 — адъютант
- Заложник (1983) … Далер
- Созвездие любви (ТВ, 1985)
- Вина лейтенанта Некрасова (1985)
- Шок (1988)
- Ширали и Айберчин (1989)
- Шариф и Мариф (1993)
- Тайна красоты (2005)
- Осий банда (2011)

## Режиссёр
- Буюк Амир Темур (1996)Buyuk Amir Temur
- Шариф и Мариф (1993)
- Темир хотин (Чудо-женщина или Железная женщина (ТВ, 1990)[1]